# Benjamin Z. Kedar
Benjamin Ze'ev Kedar (nacido el 2 de septiembre de 1938) es profesor emérito de Historia en la Universidad Hebrea de Jerusalén. Fue presidente de la Sociedad Internacional para el Estudio de las Cruzadas y el Este latino  (1995–2002), presidente de la junta de la Autoridad de Antigüedades de Israel (2000–12) y vicepresidente de la Academia Israelí de Ciencias y Humanidades (2010-15). Él obtuvo el Premio EMET de Arte, Ciencia y Cultura 2019 en la historia.

## Biografía
Kedar nació en Nitra, Checoslovaquia, hijo del Dr. Samuel Kraus y del Dr. Lydie Jeiteles-Kraus. Sus dos padres eran médicos. En 1944-45, su familia evitó la deportación a Auschwitz al esconderse durante siete meses con campesinos eslovacos. Emigró a Israel con la Juventud Aliyah en 1949. Sus padres llegaron unos dos meses después, y después de unos meses se fue a vivir con ellos a Kfar Netter en la Llanura de Sharón. En 1952, completó la escuela primaria en Even Yehuda, y en 1956 la Quinta Escuela Secundaria Municipal de Tel Aviv. Obtuvo una licenciatura en historia y sociología en la Universidad Hebrea de Jerusalén, donde continuó sus estudios de posgrado.
Kedar escribió su tesis de maestría bajo la supervisión de Joshua Prawer (1964–1965). Durante el Asunto Lavon, estuvo entre los líderes del "Movimiento Estudiantil para la Democracia", que se opuso al supuesto autoritarismo de David Ben-Gurión. Escribió su tesis doctoral sobre historia medieval en la Universidad de Yale, bajo la supervisión de Roberto Sabatino López, presentando su disertación en 1969.
Kedar regresó a Israel en el mismo año y se unió a la facultad de la Universidad Hebrea. En 1976–77 fue investigador de la Fundación Humboldt en la Monumenta Germaniae Historica, Munich, en 1981–82 y nuevamente en 1997–98 miembro del Institute for Advanced Study de Princeton, y en 1983–84 miembro de Israel Instituto de Estudios Avanzados de Jerusalén. En 1986, fue nombrado profesor titular en la Universidad Hebrea. Hasta su muerte en 2015, estuvo casado con Nurith Kenaan-Kedar, profesora de Historia del Arte en la Universidad de Tel Aviv, descendiente de la familia Shertok y nieta de Baruch Katinsky, uno de los fundadores de Tel Aviv. Él tiene dos hijos (de un matrimonio anterior) Arnon y Yarden.

### Actividades dentro de la universidad hebrea
Durante 1990–96, Kedar fue presidente de la Autoridad de Estudiantes de Investigación (Sección de Humanidades, Ciencias Sociales, Derecho) de la Universidad Hebrea de Jerusalén. En 1998–2001, presidió la Escuela de Historia de la Universidad, que fundó, y donde introdujo, entre otras cosas, un curso obligatorio de historia mundial para todos los estudiantes de historia entrantes. Al enseñar este curso, Yuval Noah Harari se convirtió en uno de los principales defensores de la Gran Historia. De 2001 a 2005, Kedar fue director del Instituto de Estudios Avanzados de Israel.